# 1994 في نيوزيلندا
فيما يلي قوائم الأحداث التي وقعت خلال عام 1994 في نيوزيلندا.

## رياضة
- 1 يناير – كأس نيوزيلندا 1994 الفائز Waitakere City FC [الإنجليزية]‏.

## مواليد

### يناير
- 1 يناير – سام همفري ممثل أسترالي.
- 1 يناير – هايدن ماكورميك درّاج طريق نيوزيلندي.
- 10 يناير – تيم باين لاعب كرة قدم نيوزيلندي.[1]
- 12 يناير – سيمون هيكي لاعب اتحاد رغبي نيوزيلندي.

### فبراير
- 5 فبراير – توم ساندرز لاعب رغبي نيوزيلندي.
- 5 فبراير – لويس أورموند
- 15 فبراير – ميتشيل دراموند لاعب رغبي نيوزيلندي.
- 19 فبراير – بروك روبرتسون مُجدّف نيوزيلندي.[2]
- 24 فبراير – مارسيل ريناتا

### مارس
- 4 مارس – بين هورن لاعب كركيت نيوزيلندي.
- 24 فبراير – مارسيل ريناتا

### أبريل
- 5 أبريل – توم موراي مُجدّف نيوزيلندي.[3]
- 8 أبريل – جون باركر
- 15 أبريل – كاتي بوين لاعبة كرة قدم نيوزيلندية.[4]
- 16 أبريل – هولي باترسون لاعبة كرة قدم نيوزيلندية.[5]
- 20 أبريل – ماثيو جونسون

### مايو
- 2 مايو – جيمس بيل

### يونيو
- 24 يونيو – ميتش إيفانز سائق سيارة سباق نيوزيلندي.

### يوليو
- 24 يوليو – ديرون روكاوا لاعب كرة سلة نيوزيلندي.

### أغسطس
- 5 أغسطس – جيمس تاكر
- 11 أغسطس – أنطون كوبر درّاج طريق نيوزيلندي.
- 11 أغسطس – كيلسي سميث
- 15 أغسطس – ماثيو دونهام[6]
- 19 أغسطس – نيك كاسيدي سائق سباق نيوزيلندي.
- 27 أغسطس – جورجيا بارنت

### سبتمبر
- 3 سبتمبر – فرنسيس مولو لاعب دوري رغبي نيوزيلندي.
- 12 سبتمبر – روبرت أودونيل لاعب كركيت نيوزيلندي.

### نوفمبر
- 18 نوفمبر – أنا-ليزا كريستين

### ديسمبر
- 2 ديسمبر – ريتشل شميت
- 8 ديسمبر – إليزابيث تومسون لاعبة هوكي حقل نيوزيلندية.
- 8 ديسمبر – ديلان كينيت دراج نيوزيلندي.
- 10 ديسمبر – ليو كارتر لاعب كركيت نيوزيلندي.
- 10 ديسمبر – هولي روبنسون منافِسة أوليمبية نيوزيلندية.
- 20 ديسمبر – ريان توماس لاعب كرة قدم نيوزلندي.[7]
- 22 ديسمبر – كامرون هويسون لاعب كرة قدم نيوزلندي.[8]
- 23 ديسمبر – بيلي هارمون
- 30 ديسمبر – تايلر بويد لاعب كرة قدم نيوزلندي.[9]

## وفيات

### يناير
- 1 يناير – آرثر بوريت (مواليد 1900)[10]

### مارس
- 10 مارس – د. جاي إم. ماكنزي (مواليد 1905) طبيب نيوزيلندي.

### مايو
- 12 مايو – كاثرين بيرنت (مواليد 1918) عالمة بعلوم الإنسان أسترالية.[11]
- 25 مايو – جاك بست (مواليد 1914)

### يونيو
- 3 يونيو – جاك كووي (مواليد 1912) لاعب كرة قدم نيوزيلندي.
- 7 يونيو – بيتر جونز (مواليد 1932) لاعب اتحاد رغبي نيوزيلندي.
- 16 يونيو – ستيفن سكوت (مواليد 1955) لاعب رغبي نيوزيلندي.

### يوليو
- 3 يوليو – فيليكس كيلي (مواليد 1914) رسام نيوزيلندي.[12]

### أغسطس
- 15 أغسطس – رايموند هنت (مواليد 1921) لاعب كريكت نيوزلندي.
- 24 أغسطس – سيسيل هولمز (مواليد 1921)[13]

### سبتمبر
- 1 سبتمبر – تشارلز سوندرز (مواليد 1902) مُجدّف نيوزيلندي.[14]
- 5 سبتمبر – كاثلين كورتيس (مواليد 1892)
- 6 سبتمبر – إدوارد غينز (مواليد 1926) قس نيوزيلندي.

### أكتوبر
- 15 أكتوبر – أفيس أكرس (مواليد 1910)[15]
- 28 أكتوبر – جونستون ريتشاردسون (مواليد 1899) لاعب اتحاد رغبي نيوزيلندي.[16]
- 29 أكتوبر – غوردون كوكرين (مواليد 1916)

### نوفمبر
- 7 نوفمبر – بوب فانس (مواليد 1924) لاعب كركيت نيوزيلندي.